# IC 1570
IC 1570 ist eine Galaxie vom Hubble-Typ S/P im Sternbild Fische auf der Ekliptik. Sie ist rund 501 Millionen Lichtjahre von der Milchstraße entfernt.
Entdeckt wurde das Objekt am 24. November 1897 von Stéphane Javelle.